# Unauslöschlich
Unauslöschlich ist ein Roman des japanischen Schriftstellers Akira Yoshimura. Er erschien erstmals 1988 unter dem Titel Karishakuhō (仮釈放). Die deutsche Übersetzung von Sabine Mangold erschien 2002 im Verlag C.H.Beck.

## Handlung
Der Lehrer Kikutani befindet sich in Haft, da er aus Eifersucht seine Frau ermordet hat. Aufgrund guter Führung wird ihm diese Haftzeit, die ursprünglich lebenslänglich sein sollte, verkürzt.
Kikutani bekommt einen Bewährungshelfer, Kiyoura, an die Seite gestellt. Dieser schlägt vor, dass Kikutani auf einer Hühnerfarm arbeiten könnte.
Nach seiner Entlassung nimmt Kikutani die Arbeit in der Hühnerfarm auch an. Während seiner Arbeit hat er regelmäßige Gespräche mit Kiyoura. Da Kikutani auf Bewährung entlassen wurde, bekommt er auch keinen Lohn.
Während einer Eisenbahnfahrt erinnert sich Kikutani daran, wie er erfahren hat, dass seine Frau fremdgeht. Sie hatte sich von Mochizuki verführen lassen und Kikutani hat die beiden überrascht, als er vom Angeln nach Hause kam.  Er nahm ein Messer aus der Küche und erstach beide kaltblütig. Seine Tat bereute er jedoch nicht.
Eines Tages erhält Kikutani einen Brief von einem ehemaligen Mithäftling, der auf einem Hühnerschlachthof arbeitet. Diese Nachricht schockiert Kikutani, da nun jemand in der Nähe ist, der von seinem Verbrechen weiß.
Später verliebt sich Kikutani in Toyoko, die er auch heiratet. Ihr verschweigt Kikutani aber, dass er ein Mörder ist. Nach einiger Zeit merkt Toyoko aber, dass mit Kikutani etwas anders ist und sie möchte seinem Geheimnis auf die Spur kommen. Sie erfährt von seinem Verbrechen. Um Buße zu tun, wird Kikutani auferlegt, Täfelchen für Verstorbene zu malen. Er bereut aber seine Tat immer noch nicht.
Als es zwischen Toyoko und ihm zum Streit kommt, wirft er sie die Treppe herunter, worauf sich Toyoko am Kopf verletzt und stirbt. Kikutani ist traurig und bereut, dass er nicht im Gefängnis geblieben ist.

## Kritik
„Das Buch läßt sich ganz auf seine beschränkte Perspektive ein und verzichtet folglich auf jegliches Reflektieren und Psychologisieren. Um so eindrucksvoller sind jedoch die Schilderungen des Gewöhnungsprozesses, auch wenn sie bisweilen zu breit ausfallen.“

## Rezeption
Der Film Der Aal von Shōhei Imamura aus dem Jahre 1997 ist keine direkte Literaturverfilmung, in großen Teilen aber vom Roman inspiriert.

### Ausgaben
- Akira Yoshimura: Unauslöschlich. btb 2004. ISBN 3-442-73192-5